# Virtus Eirene Ragusa 2023-2024
Questa voce raccoglie le informazioni riguardanti la Virtus Eirene Ragusa nelle competizioni ufficiali della stagione 2023-2024.

## Stagione
La stagione 2023-2024 è stata l'undicesima che la squadra, sponsorizzata Passalacqua Trasporti, ha disputato in Serie A1.

## Verdetti stagionali
- Serie A1: (30 partite)

stagione regolare: 6º posto su 13 squadre (14-10);
play-off: vince i quarti contro Bologna, sconfitta in semifinale da Schio (2-3).
- Coppa Italia: (3 partite)

sconfitta in semifinale da Schio (2-1).

## Roster
| Passalacqua Ragusa | Passalacqua Ragusa |
| Giocatrici         | Staff tecnico      |
| ------------------ | ------------------ |

| 00 | Stati Uniti (bandiera)        | PG | Jasmine Thomas      | 1991 | 175 cm |  |  |
| 2  | Italia (bandiera)             |    | Flavia Antonelli    | 2006 |        |  |  |
| 2  | Italia (bandiera)             | G  | Elena Mallo         | 2005 | 171 cm |  |  |
| 3  | Italia (bandiera)             | G  | Laura Spreafico (C) | 1991 | 178 cm |  |  |
| 5  | Italia (bandiera)             | A  | Josephine Di Fine   | 2004 | 183 cm |  |  |
| 6  | Italia (bandiera)             | G  | Claudia Chessari    | 2005 | 168 cm |  |  |
| 7  | Italia (bandiera)             | P  | Ilaria Milazzo      | 1994 | 173 cm |  |  |
| 8  | Italia (bandiera)             | G  | Elisabetta Salice   | 2005 | 166 cm |  |  |
| 9  | Slovacchia (bandiera)         | AC | Ivana Jakubcová     | 1994 | 196 cm |  |  |
| 11 | Italia (bandiera)             | A  | Silvia Pastrello    | 2001 | 180 cm |  |  |
| 12 | Lituania (bandiera)           | A  | Laura Juškaitė      | 1997 | 187 cm |  |  |
| 15 | Italia (bandiera)             | A  | Maria Miccoli       | 1995 | 183 cm |  |  |
| 22 | Nigeria (bandiera)            | C  | Oderah Chidom       | 1995 | 193 cm |  |  |
| 77 | Macedonia del Nord (bandiera) | AC | Matea Nikolić       | 2002 | 190 cm |  |  |

| Allenatore                                                                   |
| - Lino Lardo                                                                 |
| Assistente/i                                                                 |
| - Massimo Romano Legenda - (C) Capitano Roster Aggiornato al: 30 giugno 2024 |

## Statistiche

### Statistiche delle giocatrici
Campionato (stagione regolare e play-off)
| Giocatrice                        | Partite | PG | Minuti | Punti | Tiri da due | Tiri da due | Tiri da due | Tiri da tre | Tiri da tre | Tiri da tre | Tiri liberi | Tiri liberi | Tiri liberi | Rimbalzi | Rimbalzi | Rimbalzi | Palle | Palle | Stoppate | Stoppate | Assist | Falli | Falli | Val. |
| Giocatrice                        | Partite | PG | Minuti | Punti | R           | T           | %           | R           | T           | %           | R           | T           | %           | D        | O        | T        | P     | R     | S        | D        | Assist | F     | S     | Val. |
| --------------------------------- | ------- | -- | ------ | ----- | ----------- | ----------- | ----------- | ----------- | ----------- | ----------- | ----------- | ----------- | ----------- | -------- | -------- | -------- | ----- | ----- | -------- | -------- | ------ | ----- | ----- | ---- |
| Antonelli Flavia                  | 2       | 0  | 0      | 0     | 0           | 0           | 0           | 0           | 0           | 0           | 0           | 0           | 0           | 0        | 0        | 0        | 0     | 0     | 0        | 0        | 0      | 0     | 0     | 0    |
| Chessari Claudia                  | 9       | 3  | 7      | 3     | 0           | 2           | 0           | 1           | 1           | 100         | 0           | 0           | 0           | 0        | 0        | 0        | 1     | 0     | 0        | 0        | 0      | 1     | 0     | -1   |
| Chidom Oderah                     | 29      | 28 | 911    | 423   | 178         | 337         | 53          | 5           | 28          | 18          | 52          | 82          | 63          | 158      | 69       | 227      | 62    | 32    | 12       | 26       | 62     | 54    | 96    | 526  |
| Di Fine Josephine                 | 25      | 16 | 64     | 11    | 1           | 6           | 17          | 2           | 3           | 67          | 3           | 4           | 75          | 9        | 7        | 16       | 3     | 1     | 0        | 1        | 2      | 9     | 2     | 14   |
| Jakubcova Ivana                   | 25      | 21 | 469    | 160   | 35          | 76          | 46          | 24          | 85          | 28          | 18          | 20          | 90          | 71       | 7        | 78       | 16    | 11    | 1        | 3        | 14     | 29    | 19    | 135  |
| Juskaite Laura                    | 28      | 28 | 800    | 333   | 82          | 153         | 54          | 37          | 101         | 37          | 58          | 74          | 78          | 118      | 29       | 147      | 67    | 38    | 8        | 3        | 51     | 75    | 94    | 365  |
| Mallo Elena                       | 7       | 1  | 1      | 0     | 0           | 0           | 0           | 0           | 0           | 0           | 0           | 0           | 0           | 0        | 0        | 0        | 0     | 0     | 0        | 0        | 0      | 0     | 0     | 0    |
| Miccoli Maria                     | 29      | 29 | 678    | 186   | 50          | 111         | 45          | 19          | 65          | 29          | 29          | 35          | 83          | 80       | 27       | 107      | 49    | 32    | 5        | 3        | 45     | 96    | 35    | 145  |
| Milazzo Ilaria                    | 28      | 23 | 545    | 186   | 42          | 95          | 44          | 23          | 54          | 43          | 33          | 39          | 85          | 47       | 15       | 62       | 47    | 33    | 3        | 0        | 82     | 60    | 63    | 226  |
| Nikolic Matea                     | 29      | 22 | 147    | 30    | 9           | 21          | 43          | 3           | 13          | 23          | 3           | 4           | 75          | 11       | 9        | 20       | 10    | 1     | 0        | 1        | 12     | 20    | 6     | 17   |
| Pastrello Silvia                  | 29      | 29 | 729    | 141   | 25          | 78          | 32          | 21          | 58          | 36          | 28          | 44          | 64          | 91       | 40       | 131      | 37    | 28    | 3        | 2        | 49     | 65    | 53    | 193  |
| Salice Elisabetta Maria Pierpaola | 10      | 3  | 4      | 2     | 1           | 1           | 100         | 0           | 1           | 0           | 0           | 0           | 0           | 0        | 1        | 1        | 0     | 0     | 0        | 0        | 0      | 0     | 0     | 2    |
| Spreafico Laura                   | 26      | 22 | 646    | 239   | 27          | 64          | 42          | 51          | 141         | 36          | 32          | 38          | 84          | 46       | 9        | 55       | 13    | 13    | 2        | 0        | 37     | 30    | 52    | 218  |
| Thomas Jasmine                    | 29      | 29 | 875    | 291   | 75          | 195         | 38          | 34          | 94          | 36          | 39          | 48          | 81          | 92       | 23       | 115      | 73    | 29    | 4        | 6        | 113    | 43    | 58    | 303  |